# Campionati europei di atletica leggera 2014 - Marcia 20 km maschile
La marcia 20 km maschile ai Campionati europei di atletica leggera 2014 si è svolta il 13 agosto.

## Record
Prima di questa competizione, il record del mondo (RM), il record europeo (EU) ed il record dei campionati (RC) sono i seguenti:
| Record                | Prestazione | Atleta                    | Data                                      | Competizione                                |
| --------------------- | ----------- | ------------------------- | ----------------------------------------- | ------------------------------------------- |
| Record mondiale       | 1h17'16     | Vladimir Kanaykin Russia  | 29 settembre 2007 Saransk, Russia         |                                             |
| Record europeo        | 1h17'16     | Vladimir Kanaykin Russia  | 29 settembre 2007 Saransk, Russia         |                                             |
| Record dei campionati | 1h18'37     | Paquillo Fernández Spagna | 6 agosto 2002 Monaco di Baviera, Germania | Campionati europei di atletica leggera 2002 |

## Programma
| Data           | Tempo | Turno  |
| -------------- | ----- | ------ |
| 13 agosto 2014 | 09:20 | Finale |

## Risultati

### Finale
| Class.  | Nome                   | Nazione       | Tempo   | Note                                     |
| ------- | ---------------------- | ------------- | ------- | ---------------------------------------- |
| Oro     | Miguel Ángel López     | Spagna        | 1:19:44 |                                          |
| Argento | Denis Strelkov         | Russia        | 1:19:46 | Miglior prestazione personale            |
| Bronzo  | Ruslan Dmytrenko       | Ucraina       | 1:19:46 |                                          |
| 4       | Christopher Linke      | Germania      | 1:21:00 | Miglior prestazione personale stagionale |
| 5       | Álvaro Martín          | Spagna        | 1:21:41 |                                          |
| 6       | Andriy Kovenko         | Ucraina       | 1:21:48 |                                          |
| 7       | Giorgio Rubino         | Italia        | 1:22:07 |                                          |
| 8       | Erik Tysse             | Norvegia      | 1:22:19 |                                          |
| 9       | Luís Alberto Amezcua   | Spagna        | 1:22:26 |                                          |
| 10      | Kevin Campion          | Francia       | 1:23:04 |                                          |
| 11      | Tom Bosworth           | Gran Bretagna | 1:23:17 |                                          |
| 12      | Dzianis Simanovich     | Bielorussia   | 1:23:35 |                                          |
| 13      | Nazar Kovalenko        | Ucraina       | 1:23:51 |                                          |
| 14      | Hagen Pohle            | Germania      | 1:24:00 |                                          |
| 15      | Rafał Fedaczyński      | Polonia       | 1:24:28 |                                          |
| 16      | Perseus Karlström      | Svezia        | 1:24:41 |                                          |
| 17      | Marius Šavelskis       | Lituania      | 1:24:54 | Miglior prestazione personale            |
| 18      | Matteo Giupponi        | Italia        | 1:25:04 |                                          |
| 19      | Anton Kučmín           | Slovacchia    | 1:25:07 |                                          |
| 20      | Antonin Boyez          | Francia       | 1:25:31 |                                          |
| 21      | Marius Žiūkas          | Lituania      | 1:25:43 |                                          |
| 22      | Arnis Rumbenieks       | Lettonia      | 1:27:07 |                                          |
| 23      | Genadij Kozlovskij     | Lituania      | 1:27:45 |                                          |
| 24      | Máté Helebrandt        | Ungheria      | 1:27:54 |                                          |
| 25      | Massimo Stano          | Italia        | 1:29:14 |                                          |
| 26      | Nils Gloger            | Germania      | 1:29:44 |                                          |
| 27      | Patrik Spevák          | Slovacchia    | 1:31:30 |                                          |
|         | Andreas Gustafsson     | Svezia        | dnf     |                                          |
|         | Alexandros Papamichail | Grecia        | dnf     |                                          |
|         | Sándor Rácz            | Ungheria      | dnf     |                                          |
|         | João Vieira            | Portogallo    | dnf     |                                          |
|         | Sérgio Vieira          | Portogallo    | dnf     |                                          |
|         | Håvard Haukenes        | Norvegia      | dq      |                                          |
|         | Aleksandr Ivanov       | Russia        | 1:19:45 | dq                                       |